# Cédric de Pierrepont
Pour les articles homonymes, voir Pierrepont.
Cédric de Pierrepont, né le 17 juillet 1986 à Ploemeur (France) et mort au combat dans la nuit du 9 au 10 mai 2019 près de Gorom-Gorom (Burkina Faso), est un officier marinier français des commandos marine.

## Biographie

### Origines familiales
Cédric de Pierrepont est né en 1986 à Ploemeur, dans le Morbihan. Il est le cadet d’une fratrie de cinq enfants (trois frères et une sœur) et il est issu selon Arnaud Clement d’une famille subsistante de la noblesse française d’ancienne extraction et reçue aux honneurs de la Cour en 1782, originaire de Normandie.

### Études et formation militaire
Il fait ses études au collège Notre-Dame-du-Pont, à Lanester (Morbihan), puis au lycée Saint Joseph - La Salle de Lorient. Il intègre la Marine nationale en 2004. Il devient fusilier marin en 2005, après être sorti major de son cours de Brevet élémentaire à l'École des fusiliers marins de Lorient. En 2007, il passe la qualification commando.

### Carrière militaire
Il est affecté au commando de Penfentenyo, où il est promu second maitre. En 2012, il réussit le cours de nageur de combat et intègre le commando Hubert qui dispose de groupes spécialisés dans le contre-terrorisme et la libération d’otages . En 2018, il devient chef de groupe commando au sein de cette unité. Il est promu maître.
Au cours de ses 15 ans de service, il a servi en Méditerranée, au Levant (Irak et Syrie) et au Sahel.
Il est tué au combat lors de l'assaut de  Gorom-Gorom dans la nuit du 9 au 10 mai 2019. Il bénéficie d'un hommage national à l'hôtel des Invalides à Paris, où Emmanuel Macron le nomme premier maître à titre posthume.

### Mort au combat

#### Opération de libération d'otages
Dans la nuit du 9 au 10 mai 2019, des hommes du commando Hubert de la Marine nationale et du 1er RPIMa, sous le commandement du COS, mènent une opération de libération de deux otages français retenus prisonniers dans un campement mobile djihadiste de l'État islamique au grand Sahara près de Gorom-Gorom, dans le nord-est du Burkina Faso, à proximité de la frontière malienne. Quatre terroristes sont abattus et deux seraient parvenus à prendre la fuite. Ce sont finalement quatre otages (deux hommes de nationalité française et deux femmes de nationalité sud-coréenne et américaine) qui seront libérés lors de cette opération « complexe » qui mobilisa « une vingtaine de soldats spécialisés dans la récupération d’otages, des drones et des hélicoptères français, ainsi que des moyens de renseignement américains ». Deux officiers mariniers français du commando Hubert, les maîtres Cédric de Pierrepont (32 ans) et Alain Bertoncello (28 ans), perdent la vie au cours de l'assaut final qui donna lieu à des échanges de tirs « à très courte distance »,.

#### Hommage national et international
Le 10 mai 2019, plusieurs personnalités politiques et militaires ont rendu hommage au « sacrifice et au courage » des maîtres Cédric de Pierrepont et Alain Bertoncello, dont le président de la République Emmanuel Macron, qui « s’incline avec émotion devant le sacrifice de ces soldats », le ministre des Affaires étrangères Jean-Yves Le Drian, la ministre des Armées Florence Parly, le chef d'état-major de la Marine nationale Christophe Prazuck, et l'ancien président de la République François Hollande. Au cours de la conférence de presse organisée après l’opération de libération des otages, le chef d'état-major des armées, le général Lecointre, « profondément ému », déclare : « Je salue la mémoire des maîtres Cédric de Pierrepont et Alain Bertoncello. La France a perdu deux de ses fils et nous avons perdu deux de nos frères ».
Le président du Burkina Faso, Roch Marc Christian Kaboré, un porte-parole du département d'État des États-Unis puis le président Donald Trump, ont également salué le sacrifice des soldats français et la libération des otages.
Un hommage national, présidé par Emmanuel Macron, leur a été rendu le 14 mai 2019 aux Invalides. Au cours de la cérémonie, les deux commandos marine ont été faits chevaliers de la Légion d'honneur par le président de la République.

## Décorations
À titre posthume (2019)
- Chevalier de la Légion d'honneur
- Médaille militaire
- Croix de la Valeur militaire avec palme de bronze, pour une citation à l'ordre de l'armée

Pendant l'active
- Croix de la Valeur militaire avec étoiles de bronze et d'argent, pour quatre citations à l'ordre du régiment, de la brigade et de la division
- Médaille d'Outre-Mer, avec agrafes Liban et Sahel
- Médaille de la Défense nationale, échelon or, avec étoile de bronze, pour citation à l'ordre de la brigade
- Médaille de la Défense nationale, échelon or, à titre normal, avec agrafes Nageurs de combat et Missions d'opérations extérieures
- Médaille de la protection militaire du territoire, avec agrafe Trident

## Hommage
Le 11 novembre 2019, son nom est gravé sur le monument aux morts de Ploemeur, sa commune de naissance.
Le 30 août 2021, l'école élémentaire Émile-Malsert 2, à La Seyne-sur-Mer, est rebaptisée école élémentaire Cédric-de-Pierrepont.

## Vie privée
Cédric de Pierrepont vivait depuis deux ans avec Florence Charton, une orthodontiste originaire de Quillan, dans l’Aude. Pacsé depuis deux mois, le couple était provisoirement installé à La Seyne-sur-Mer, dans le Var.
Ses obsèques sont célébrées en l'église Notre-Dame de Larmor-Plage (Morbihan) le 15 mai 2019.